# Chu Jen
Chu Jen (čínsky pchin-jinem Hú Yǎn, znaky zjednodušené 胡俨, tradiční 胡俨; 1361–20. září 1443), byl čínský politik říše Ming. Začátkem vlády císaře Jung-le byl roku 1402 jmenován velkým sekretářem, po dvou letech byl přeložen do čela Státní univerzity, kde setrval dvě desetiletí.

## Jména
Chu Jen používal zdvořilostní jméno Žuo-s’ čínsky pchin-jinem Ruòsī, znaky 若思) a pseudonym I-an (čínsky pchin-jinem Yíān, znaky zjednodušené 颐庵, tradiční 頤菴).

## Život
Chu Jen pocházel z Nan-čchangu v Ťiang-si. Roku 1387 uspěl v provinčních zkouškách a získal hodnost ťü-žen. Metropolitní zkoušky následující rok nesložil, nicméně obdržel místo učitele v okresní škole. Roku 1399 se stal okresním přednostou v Tchung-čchengu, během tří let získal uznání nadřízených a roku 1402 ho císař Ťien-wen povolal do hlavního města (Nankingu). Než byl někam jmenován, změnila se vláda, když císař prohrál v občanské válce (kampani ťing-nan).
Nový císař Jung-le, pod dojmem z hloubky Chu Jenova vzdělání, zejména v astrologii, ho přidělil do akademie Chan-lin. Záhy, v září 1402, byl jmenován jedním ze sedmi velkých sekretářů, císařových osobních tajemníků. V květnu 1404 se současně stal učitelem následníka trůnu, ale už v říjnu 1404 byl přeložen do čela Státní univerzity, resp. ředitelství Kuo-c’-ťien. Ze sekretariátu byl údajně odvolán, protože jeho kolegové se obávali jeho přímosti a otevřenosti i učenosti.
V čele univerzity zůstal po dvě desetiletí. Z titulu své funkce se podílel na velkých literárních projektech vlády, vedl druhou revizi Pravdivých záznamů císaře Tchaj-cu. S přemístěním metropole do Pekingu se do něj v letech 1420–1421 přestěhovala i univerzita. V úřadu zůstal do roku 1425, kdy se ctí odešel do výslužby. Byl nejdéle sloužící hlavou univerzity za tři staletí existence říše Ming. Prestiž si získal jako vynikající učitel a učenec.